# メジャー選手権
メジャー選手権（英語：major championships）は、ゴルフにおいて最も権威のある4つのトーナメントの総称。単にメジャーとも呼ばれたり、4大大会や4大タイトルとも呼ばれる。

## 概要
| 大会名                            | 英名                   | 開催日  | 開催地                     | 主催                                                                        |
| --------------------------------- | ---------------------- | ------- | -------------------------- | --------------------------------------------------------------------------- |
| マスターズ・トーナメント          | Masters Tournament     | 4月中旬 | アメリカ合衆国ジョージア州 | オーガスタ・ナショナル・ゴルフクラブ                                        |
| PGA選手権 (全米プロゴルフ選手権)  | PGA Championship       | 5月     | アメリカ合衆国各地         | 全米プロゴルフ協会 (PGA of America)                                         |
| 全米オープン選手権                | U.S. Open Championship | 6月中旬 | アメリカ合衆国各地         | 全米ゴルフ協会 (USGA)                                                       |
| ジ・オープン選手権 (全英オープン) | The Open Championship  | 7月中旬 | イギリス10ヶ所のいずれか   | ロイヤル・アンド・エンシェント・ゴルフ・クラブ ・オブ・セントアンドリュース |

メジャーはいずれも世界最高峰のトーナメントであり、これらで優勝する事はゴルファーにとって最高の名誉であるとされる。

### 定義の変遷
当初はメジャーとは、
- 全英アマチュア選手権
- 全米アマチュア選手権
- 全英オープン選手権
- 全米オープン選手権

を指していた。
1934年のマスターズ創設や1940年代後半～1950年代のプロゴルフの隆盛等によって、メジャーの定義は現在のものとなった。現在の定義になった時期を厳密に定めるのは難しいが、1960年とする事が多い。

## 女子メジャー選手権
LPGA（全米女子プロゴルフ協会）におけるメジャー選手権は現在5つある。括弧内の数字はメジャー選手権に認定された年。
- シェブロン選手権 (1983–)
- 女子PGA選手権（全米女子プロゴルフ選手権） (1955–)
- 全米女子オープン (1946–)
- AIG女子オープン（全英女子オープン） (2001–)
- エビアン選手権 (2013–)

### 過去の大会
- 女子ウェスタンオープン (1930–1967)
- タイトルホルダーズ選手権 (1937–42; 1946–66; 1972)
- デュモーリエ・クラシック (1979–2000)

## グランドスラム
4大会を全て優勝する事をキャリアグランドスラム
同一年のメジャー全てで優勝する事を『年間グランドスラム』と呼ぶ。

## 日本人選手の優勝
大会時に日本国籍で選手登録をされていた優勝者。
- 樋口久子（1977年全米女子プロゴルフ選手権）
- 渋野日向子（2019年全英女子オープン）
- 松山英樹（2021年マスターズ・トーナメント）
- 笹生優花（2024年全米女子オープン）
- 古江彩佳（2024年エビアン選手権）
- 西郷真央（2025年シェブロン選手権）
- 山下美夢有（2025年全英女子オープン）